# Elecciones de Estados Unidos de 2010
Las elecciones de medio término de Estados Unidos de 2010 tuvieron lugar el 2 de noviembre de 2010. Se renovaron todos los 435 escaños en la Cámara de Representantes de los Estados Unidos y 37 de los 100 escaños en el Senado, así como 38 gobernadores, varias legislaturas estatales, cuatro legislaturas territoriales, y tuvieron lugar varias elecciones a nivel local y estatal.

## Elecciones federales

### Elecciones al Congreso

#### Elecciones al Senado
Serán elegidos los 34 escaños en la Clase III del Senado de los Estados Unidos Class III. Además, el escaño de la Clase II en Delaware, que actualmente es de Ted Kaufman, y el de la Clase I en Nueva York, que actualmente tiene Kirsten Gillibrand, al haberse elegido en elecciones especiales, debido a la selección de Joe Biden como Vicepresidente de los Estados Unidos y Hillary Clinton como Secretaria de Estado, por lo que renunciaron a su puesto en el Senado. También el escaño Clase I en Texas, que actualmente tiene Kay Bailey Hutchison, podría pasar a otra persona debido a su intento de ser elegido gonernador de ese estado. También tuvo lugar una elección especial para el escaño Clase I de Massachusetts, debido a la muerte de Ted Kennedy. La elección fue hecha el 19 de enero de 2010, ganando el republicano Scott Brown.

#### Cámara de Representantes
Se elegirán todos los 435 escaños de la Cámara de Representantes de los Estados Unidos. Además, habrá elecciones para elegir a los delegados para el Distrito de Columbia y cuatro de cinco territorios estadounidenses. El único escaño de la Cámara que no será elegido es el del Comisionado Residente de Puerto Rico, que tiene un término de cuatro años y tendrá elecciones en las próximas elecciones de 2012.

## Elecciones estatales

### Elecciones gubernamentales
Serán elegidos 36 de los 50 gobernadores de Estados Unidos. También habrá elecciones de gobernadores para los territorios estadounidenses.

### Otras elecciones a nivel estatal
En muchos estados, donde las posiciones siguientes son cargos de elección, los electores emitirán su voto para los candidatos a oficinas ejecutivas estatales (incluido Teniente Gobernadores (aunque algunos casos se votará en el mismo boleto del candidato a gobernador), Secretarios de Estado, Tesoreros del Estado, Auditores del Estado, el Fiscales Generales del Estado, superintendentes estatales de Educación, comisarios de Seguros, de agricultura, o de trabajo, etc) y las oficinas estatales del Poder Judicial (escaños en la Corte Suprema del Estado, y, en algunos estados, elecciones a tribunales de apelación del estado).

### Elecciones legislativas estatales
46 estados (todos excepto Luisiana, Misisipi, Nueva Jersey y Virginia) celebrarán elecciones legislativas estatales.

## Elecciones locales
Las siguientes ciudades tendrán elecciones de alcaldes en 2010.
- Lexington, Kentucky
- Long Beach, California
- Louisville, Kentucky
- Newark, Nueva Jersey
- Nueva Orleans, Luisiana
- Oakland, California
- Oklahoma City, Oklahoma
- Providence, California
- Reno, Nevada
- San José, California
- Santa Fe, Nuevo México
- Sioux Falls, Dakota del Sur
- Trenton, Nueva Jersey
- Tulsa, Oklahoma
- Washington D. C. (véase elecciones de alcalde de Washington D. C. de 2010 para más detalles)